# 藤原長兼
藤原 長兼（ふじわら の ながかね）は、平安時代末期から鎌倉時代初期にかけての公卿。藤原北家勧修寺流、藤原長方の次男。官位は正三位・権中納言。三条と号す。日記『三長記』の著者。

## 経歴
以下、『公卿補任』と『尊卑分脈』の内容に従って記述する。
- 安元2年（1175年）2月18日、叙爵[1]。
- 文治2年（1186年）11月27日、甲斐守。
- 文治3年（1187年）11月8日、従五位上[2]。
- 建久元年（1190年）4月26日、中宮権大進を兼ねる。
- 建久2年（1191年）1月5日、正五位下[3]。5月2日、父長方の喪から明けて復任。
- 建久6年（1195年）11月12日、蔵人。
- 正治2年（1199年）3月6日、中宮大進を兼ねる。4月1日、権左少弁。蔵人と中宮大進は元の如し。同月15日、春宮権大進を兼ねる。
- 建仁元年（1201年）8月19日、左少弁。12月22日には蔵人を辞した。
- 建仁2年（1202年）閏10月24日、権右中弁。11月19日、従四位下。同月22日、大進は元の如し。28日、氏院別当。
- 建仁3年（1203年）11月30日、従四位上[4]。
- 元久元年（1204年）4月12日、左中弁、蔵人頭。4月27日、装束使。
- 元久2年（1205年）1月29日、正四位下。3月9日、修理左宮城使。
- 建永元年（1206年）4月3日、右大弁。10月20日、参議。同日、左大弁[5]。
- 承元元年（1207年）1月13日、伊予権守を兼ねる。4月10日、勘解由長官を兼ねる。10月29日、従三位。
- 承元3年（1209年）4月14日、権中納言。
- 承元4年（1210年）1月6日、正三位。
- 建暦元年（1211年）10月2日、権中納言を辞した[6]。
- 建保2年（1214年）2月8日、出家。法名は覚阿。

## 系譜
- 父：藤原長方（1139-1191）
- 母：藤原通憲の娘
- 妻：藤原雅長の娘
- 生母不明の子女
  - 男子：藤原長資
  - 男子：藤原長朝
  - 男子：藤原長嗣
  - 女子：則子 - 中院通方室
  - 女子：久我通基室